# Psevdorazbora
Psevdorazbora (znanstveno ime Pseudorasbora parva) je sladkovodna riba iz družine pravih krapovcev.

## Opis
Psevdorazbora je majhna riba, dolga med 8 in 8,5 cm (izjemoma tudi do 11 cm). Na prvi pogled je podobna zeleniki ali rdečeoki. Ima podolgovato, rahlo sploščeno telo, ki je v prvi polovici nekoliko dvignjenjo. Hrbet te ribe je temno rjave barve, ostali deli telesa pa so srebrne barve. Po sredini bokov poteka od vrha ust do repne plavuti temnejša proga. Plavuti so rumenkaste barve, po hrbtni in predrepni plavuti se pojavljajo temnejše pege. Samci imajo pod očmi številne izrastke, na čeljustih pa drobne roževinaste tvorbe. Psevdorazbore imajo relativno majhno glavo z velikimi očmi in izrazito nadstojnimi usti.
Ribe živijo do 4 leta, spolno pa dozorijo že v prvem letu starosti. Drstijo se od začetka junija do začetka avgusta, samica pa odloži okoli 3.000 iker na kamenje ali na veje, vendar ne vseh naenkrat. Ikre do izvalitve čuva samec.
Psevdorazbore se hranijo z mikroorganizmi, ličinkami vodnih žuželk in z nekaterimi rastlinami, občasno pa napada in grize tudi druge ribe.

## Razširjenost in uporabnost
Psevdorazbore živijo v tekočih in stoječih vodah, njihova domovina pa je Azija, kjer je avtohtona v nekaterih toplejših vodah in rekah, ki se izlivajo v Črno morje. Razširjena je tudi na Japonskem, Kitajskem, v Koreji, na Tajvanu, pa tudi v porečju Amurja, Suifuna, Tumen-ula, Yaluja ter Liaa.
Od tam so to ribjo vrsto razneli tudi drugam po svetu, v Sloveniji pa so jo prvič izsledili leta 1986, ko so en primerek ujeli v potoku Jasenek, ki se izliva v Hudinjo. Danes poseljuje ribnike pri Račah in Čatežu, ter mrtvice v okolici Gornje Radgone. Nekaj primerkov so ulovili tudi v Vipavi. Najdena je bila tudi v Borovškem ribnku pri Ptuju.
Je izjemno agresivna riba, ki med ribogojci ni priljubljena. Nima nobene gospodarske vrednosti.